# Вилс, Ян
Ян Вилс (нидерл. Jan Wils, (22 февраля 1891[…], Алкмар, Северная Голландия — 11 февраля 1972, Харлем) — нидерландский архитектор, олимпийский чемпион  в конкурсе искусств.

## Факты биографии
Ян Вилс был старшим сыном в семье строительного предпринимателя Эверта Вилса (нидерл. Evert Wils) и его жены Яннетье Бланкман (нидерл. Jannetje Blankman). С 1903 по 1907 год он обучался в вечерней школе города Алкмар, где подготовил своё учебное исследование по теме — югендстиль в архитектуре. В 1908 году получил свидетельство об окончании реального училища и начал волонтёром накапливать практический опыт. Отец субсидировал его ознакомительные поездки по Нидерландам и Германии, привлекал к проектам и строительству частных вилл, чтобы укрепить интерес юноши к архитектуре. С 1910 года Ян Вилс уже активно участвовал в семейном бизнесе.
Предполагается, что он изучал архитектуру в Делфтском техническом университете, однако в списках студентов того времени его имя не найдено.
В 1913 году Вилс получил приглашение на работу от гаагской архитектурной фирмы. Через год он женился на помощнице фармацевта Гепке ван дер Вен (нидерл. Gepke van der Veen) из города Винсхотен, и молодая пара поселилась в Гааге. Важным фактом биографии Вилса было его членство в масонской ложе. Начиная примерно с 1916 года, он проявлял интерес к разным философским течениям — герметизму, теософии, интуиционизму Брауэра, к поискам
скрытой геометрии в произведениях таких художников, как Рафаэль, Дюрер, Кранах, Рембрандт, Вермеер.
Ян Вилс был известен как один из основателей авангардистской  группы «Стиль» с её эстетикой неопластицизма. Однако он оставался в тени более знаменитых представителей этого  художественного направления — Жоржа Вантонгерло, Тео ван Дусбурга и Пита Мондриана. Вилса часто называли «довоенным архитектором», хотя он плодотворно работал и в послевоенные годы.

## Архитектурное творчество
|  |  |  |  |
|  |  |  |  |

В июне 1912 года Вилс принял участие в конкурсе, проходившем во время выставки кирпичной архитектуры,  занял второе место и привлёк к себе внимание. Работая над своим первым крупным заказом — проектом автомастерской, Вилс соединил в нём архитектурные элементы классицизма и использование железобетонных конструкций.
В 1913 году Вилс занял второе место в конкурсе Нидерландской ассоциации архитекторов (нидерл. «Architectura et Amicitia»), где его способности оценил влиятельный член  жюри конкурса знаменитый Хендрик Берлаге. Заказы на проекты павильона, капеллы, отеля и т.п. начали один за другим поступать к Вилсу. Его вдохновляли в этот период социалистические и коммунистические убеждения Хендрика Берлаге по поводу преобразования общества. 
Хотя в 1919 году Вилс отказался от членства в группе «Стиль», он продолжал сотрудничать с её участниками, завоевал в 1920 году золотую медаль на гаагской выставке по теме Золотое сечение.
|  |  |  |  |
|  |  |  |  |

Как представитель Амстердамской школы и архитектурного экспрессионизма Ян Вилс считался в 20-е годы одним из наиболее успешных нидерландских архитекторов.
Вилс изучал и осваивал различные новые творческие направления — пуризм и
функционализм, а также органическую архитектуру на примере работ Фрэнка Ллойда Райта, считавшего, что в центре внимания должен быть  человек.
Он был также специалистом по внутренней отделке зданий. К его важным проектам 1921 года относится дизайн ателье нидерландского фотографа Хенри Берсенбрюге (нидерл. Henri Berssenbrugge) в Гааге, над эскизами которого совместно с Вилсом работал венгерский живописец Вильмош Хусар (венг. Vilmos Huszár), чтобы найти наиболее целесообразное и гармоничное решение пространства с учётом профессии людей, в нём работающих. После войны Ян Вилс получал архитектурные заказы из США и отдалённых островов Королевства Нидерландов, например Кюрасао. В Нидерландах он посвятил себя в основном жилищному строительству. Этот этап его творчества остался недооценённым.

## Здания разного назначения
|  |  |  |  |
|  |  |  |  |

- 1912 — Автомастерская в Алкмаре
- 1914 — Летняя резиденция в Бергене
- 1916 — Усадьба в Винсхотене
- 1916—1920 — Часовня в Ньив-Леккерланде
- 1918—1919 — Отель-кафе в Вурдене
- 1919 — Павильон в Гронингене
- 1919—1922 — Учебный комплекс в Гааге
- 1920—1921 — Фабричный комбинат в Занстаде
- 1926—1928 — Олимпийский стадион в Амстердаме
- 1926 — Торговый дом в Амстердаме (неосуществлённый проект)
- 1929—1931, 1959 — Здания АО Citroën возле Олимпийского стадиона в Амстердаме
- 1930—1935 — Несколько административных зданий в Гааге (одно из них снесено)
- 1935—1936 — Кинотеатр в Амстердаме
- 1939 — Поселение парка кайзера Карла в Амстелвене
- 1940 — Блок жилой застройки в Роттердаме
- 1952, 1963—1969 — Два отеля в Зандворте

## Достижения и награды
|  |  |  |
|  |  |  |

По проектам Яна Вилса построено в разных городах и странах более 200 различных сооружений, но главным его достижением признан  Олимпийский стадион в Амстердаме, удостоенный золотой медали Летних Олимпийских игр 1928 в категории «архитектура», над проектом которого Ян Вилс трудился с 1926 года.
Возле главного входа на стадион возвышается стройная Марафонская башня с чашей для Олимпийского огня, которая была специально возведена, чтобы возобновить древнегреческую традицию. Огонь, напоминавший грекам о подвиге Прометея, впервые после возрождения античных Олимпийских игр был вновь зажжён на этом амстердамском стадионе в 1928 году.